# Crepidophorus mutilatus
Crepidophorus mutilatus ist ein Käfer aus der Familie der Schnellkäfer (Elateridae).

## Merkmale
Die schwarzen nachtaktiven Käfer werden 11 bis 18 Millimeter lang. Der Halsschild ist parallelseitig und viel länger als breit, wobei die Hinterecken stumpfe Winkel aufweisen. Die Stirn ist am Vorderende wulstartig aufgebogen.
Die Art kann mit anderen ähnlich großen Schnellkäferarten verwechselt werden, wie zum Beispiel mit dem Wald-Humusschnellkäfer (Ectinus aterrimus). Unterscheidbar ist sie durch die Form von Halsschild und Stirn.

## Verbreitung
Stanislav Laibner bezeichnet die Art in seinem Buch Elateridae of the Czech and Slovak Republics aus dem Jahre 2000 als zentraleuropäisch. Sie kommt auch in Nordeuropa vor, aber wohl nicht auf den britischen Inseln.
Crepidophorus mutilatus benötigt als Urwaldreliktart Kernholz von Altbäumen sowie Totholz. Die Larven entwickeln sich über mindestens drei Jahre im Mulm von hauptsächlich Laubbäumen und sind aggressiv räuberisch. Die Verpuppung findet von März bis Mai statt. Die kurzlebigen erwachsenen Käfer überwintern im Baum und werden erst im Mai oder Juni aktiv. Am Abend können Käfer vereinzelt an Aushöhlungen von Bäumen gefunden werden.

## Gefährdung
Die International Union for Conservation of Nature and Natural Resources (IUCN) schätzt den Bestand in einer Beurteilung aus dem Jahr 2009 als potenziell gefährdet („Near Threatened“) und abnehmend ein. Als Grund wird angegeben, dass der Bestand an Altbäumen in Europa abnimmt.

## Synonyme
Folgende synonyme wissenschaftliche Namen und Schreibweisen finden sich zu Crepidophorus mutilatus in der wissenschaftlichen Literatur:
- Athous fovelatus, Hampe, 1850
- Athous mutilatus, Rosenhauer, 1847
- Crepidophorus anthracinus, Mulsant & Guillebeau, 1853
- Crepidophorus barbarinus, Pic, 1916